# Isola del Giglio
Isola del Giglio – miejscowość, wyspa (na Morzu Tyrreńskim) i gmina we Włoszech, w regionie Toskania, w prowincji Grosseto.
Według danych na rok 2004 gminę zamieszkuje 1401 osób, 60,9 os./km². Większą część wyspy stanowi rezerwat przyrody. Teren głównie górzysty; najwyższym szczytem jest Poggio della Pagana (496 m).

## Linki zewnętrzne

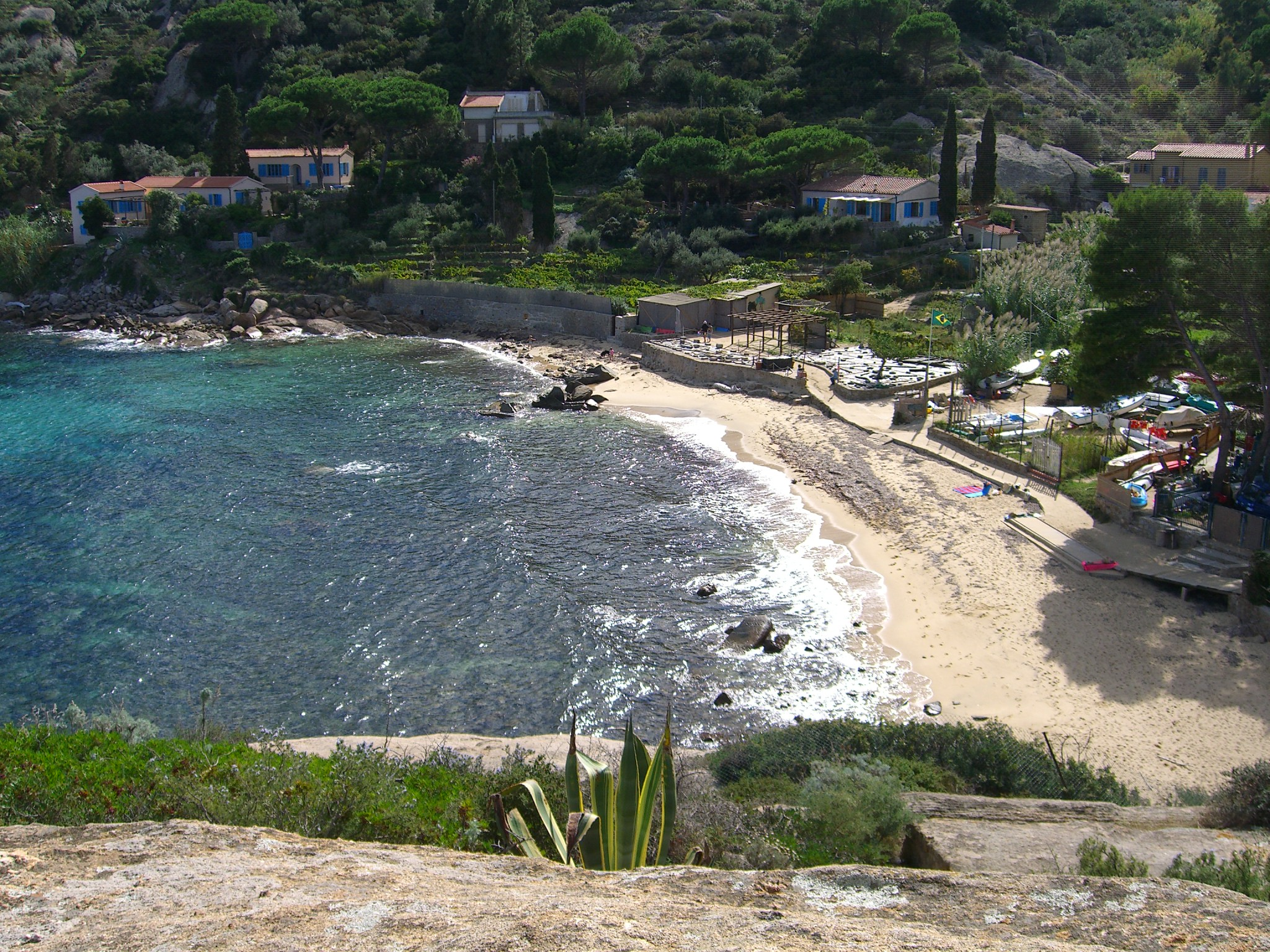
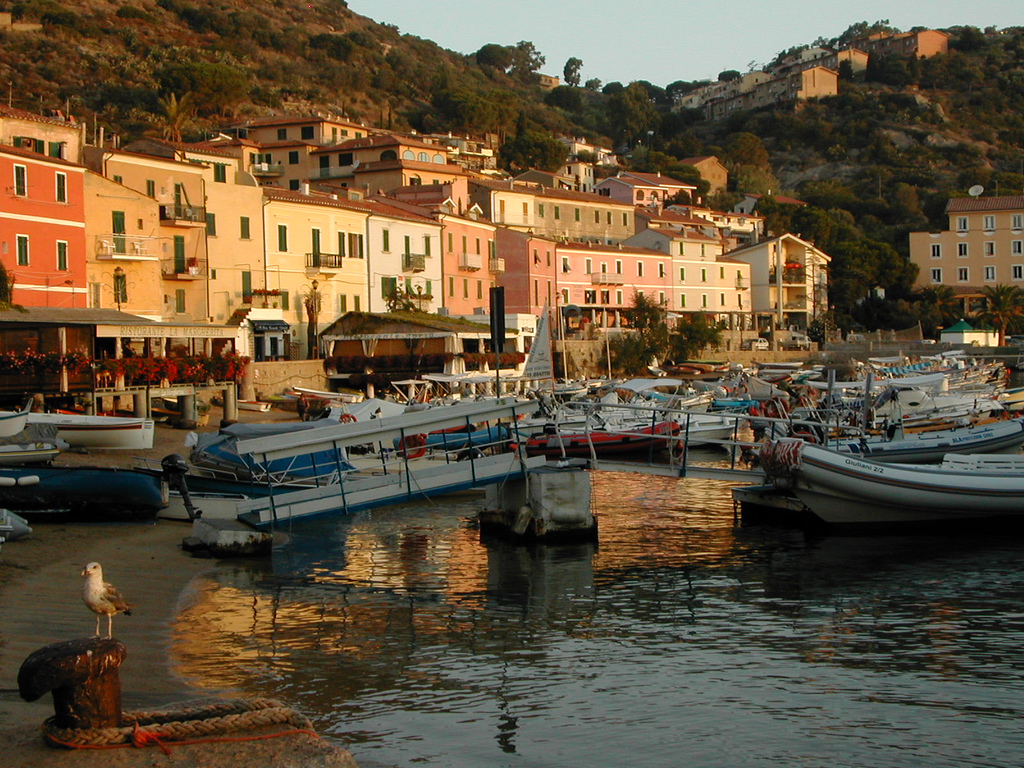
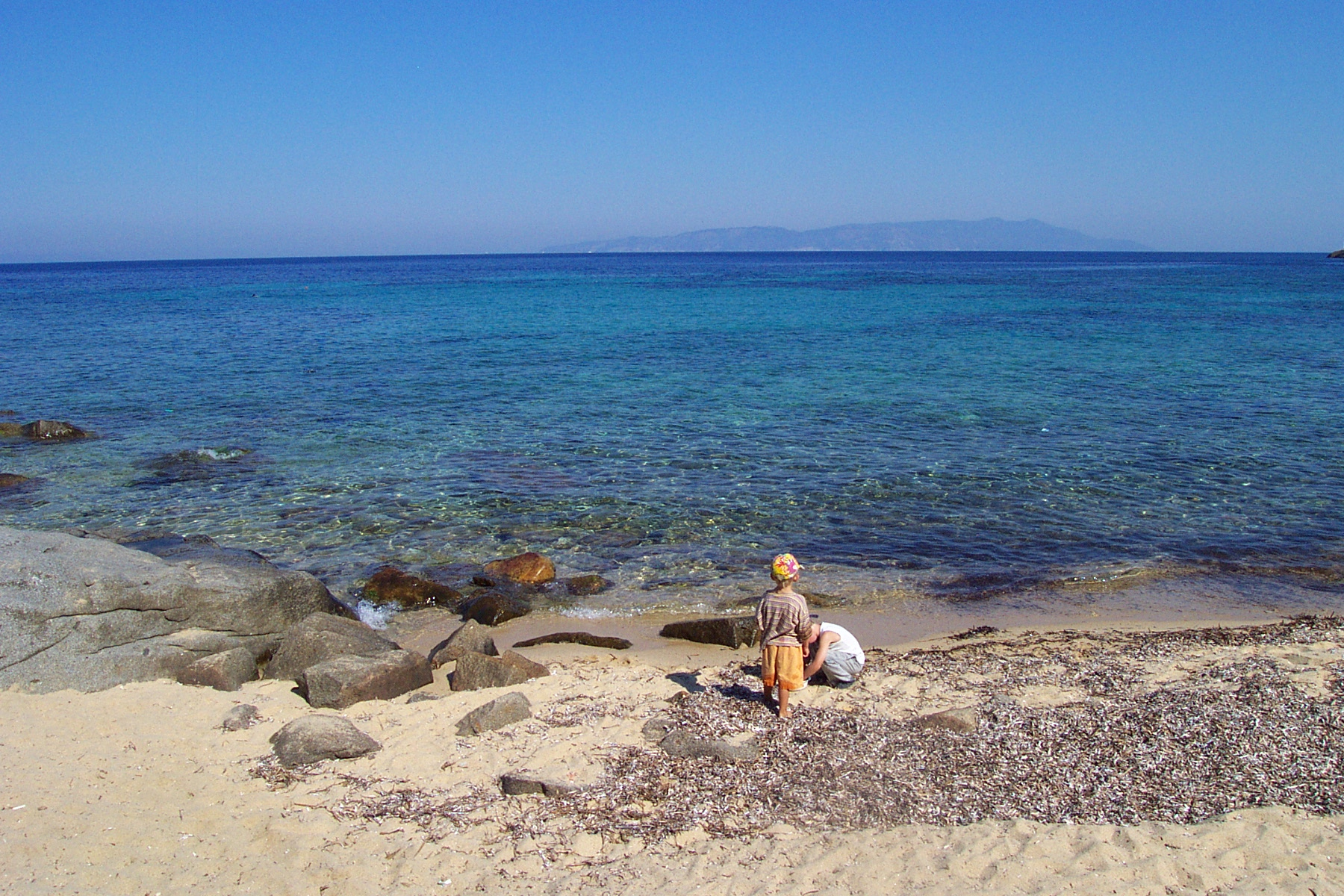